# Max Haider
Max Haider (* 21. Juli 1807 in Biederstein, Schwabing, München; † 21. Juni 1873 in München) war ein deutscher Jäger, Tierzeichner, Lithograf und Illustrator.

## Leben und Wirken
Der Münchner Künstler Max Haider zeichnete und malte sehr viele Jagdmotive für die Fliegenden Blätter sowie den Münchener Bilderbogen. Seine Motive passten sehr gut in das Kulturprogramm des Herrschers Maximilian II., der als Gegenmodell zur antikisierenden Welt seines Vaters Ludwig I. auf die Wiederbelebung Heimat- und Nationalkunst setzte, um auf diese Weise das Nationalgefühl der Bayern zu wecken.
Zahlreiche Werke von Haider befinden sich in der Sammlung des Deutschen Jagd- und Fischereimuseums in München.

## Werke (Auswahl)
- Maximilian II. im Staatsornat, 1850, Öl auf Leinwand, Münchner Stadtmuseum.